# Pyropia
Pyropia ist eine Gattung der Rotalgen aus der Ordnung der Bangiales. Sie wurde nach molekulargenetischen Untersuchungen 2011 von der Gattung der Purpurtange (Porphyra) abgetrennt. Die etwa 70 Arten sind weltweit an den Meeresküsten verbreitet. Sie werden in großem Umfang als Nahrungsmittel genutzt und zur Herstellung von Nori kultiviert.

## Beschreibung
Der Gametophyt von Pyropia wächst als einschichtiger blattartiger Thallus, der rosa, rot, purpur, grün oder braun gefärbt ist. Er erreicht eine Länge von einigen Zentimetern bis zu mehreren Metern. Die Form ist linealisch, eiförmig, rundlich oder trichterförmig, der Rand kann glatt oder gezähnt, flach, gewellt oder gekräuselt sein.
Die vegetativen Zellen besitzen meist einen einzigen Plastiden (bei wenigen Arten auch zwei).
Die haploide Chromosomenzahl der bisher untersuchten Arten beträgt 2–4. Vertreter der Gattung sind von anderen blattförmigen Bangiales nur durch molekulargenetische Sequenzunterschiede sicher zu unterscheiden.

## Fortpflanzung
Die männlichen und weiblichen Gameten werden entweder auf demselben oder auf verschiedenen Thalli gebildet (Monözie oder Diözie). Monözische Thalli weisen entweder durch eine Linie getrennte männliche und weibliche Sektoren auf, oder die Spermatangien und Zygotosporangien sind entweder als Zellgruppen in Streifen oder rechteckigen bis rautenförmigen Flecken angeordnet, oder sie liegen in gemischten fertilen Regionen. Bei diözischen Thalli und den monözischen mit Sektoren bilden sie zusammenhängende Bereiche am Thallusrand.
Einige basale Arten vermehren sich auch durch asexuelle Sporen.
Der für Pyropia typische zweigliedrige Lebenszyklus ist bei Pyropia gardneri beschrieben.

## Vorkommen
Pyropia ist an allen Meeresküsten verbreitet, die Arten kommen von tropischen bis in kalt-temperierte Regionen vor. Sie sind von der oberen Gezeitenzone bis zum Sublitoral zu finden und wachsen auf Felsen oder aufsitzend auf anderen Algen oder Tieren, beispielsweise Muscheln. Einige Arten sind kurzlebig, während andere mehrere Jahre lang überleben können.

## Systematik

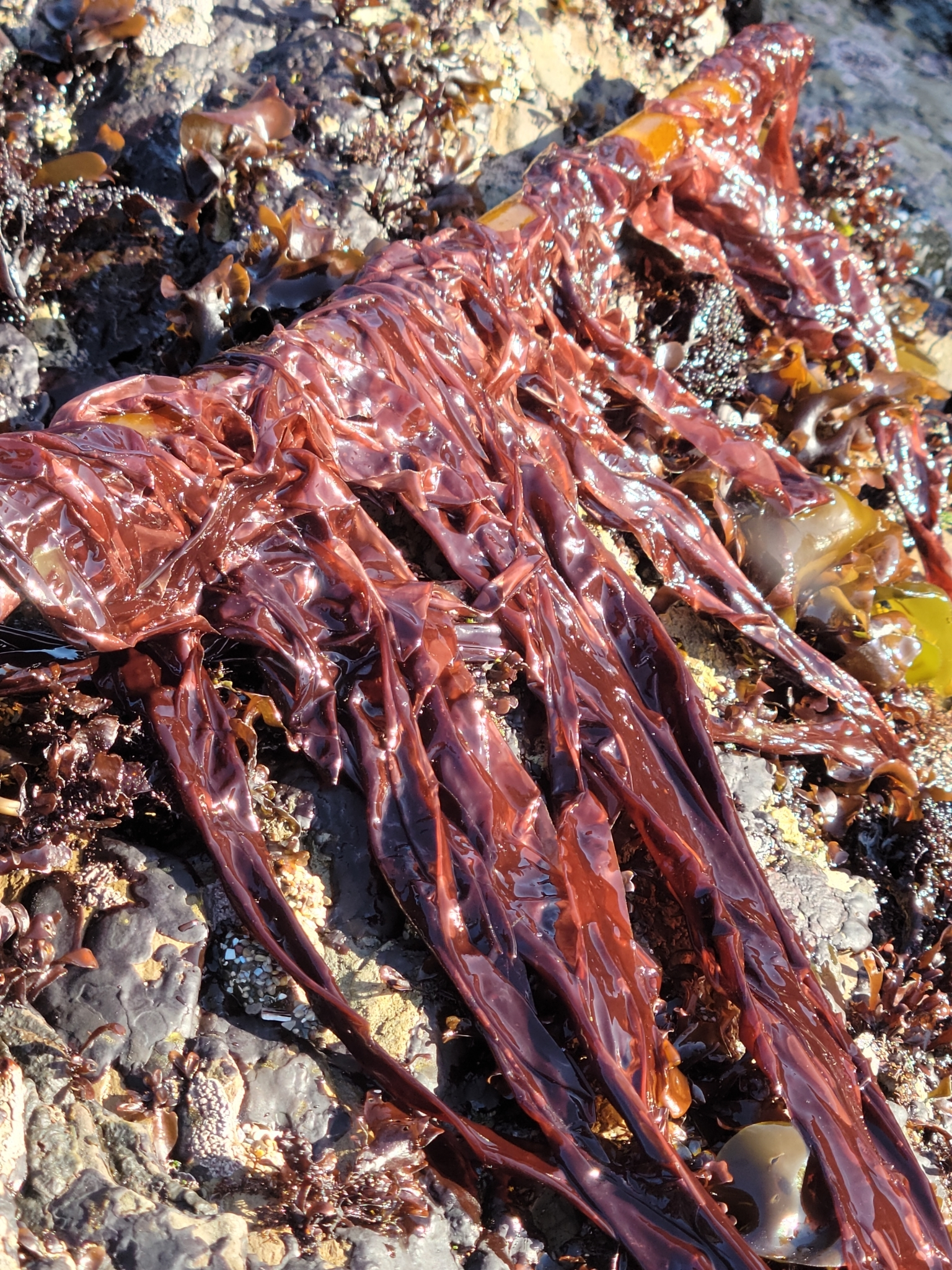
Pyropia nereocystis

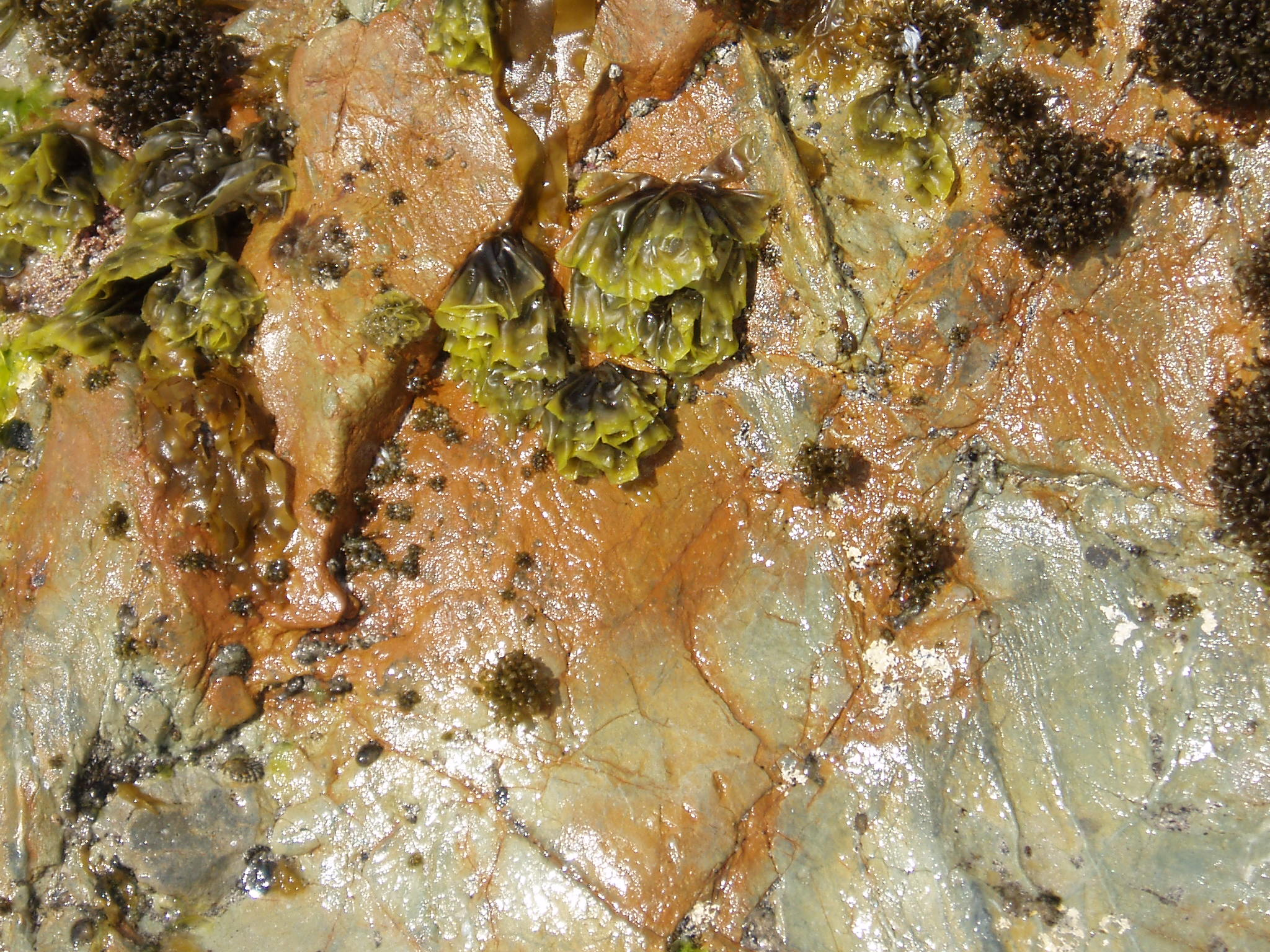
Pyropia plicata

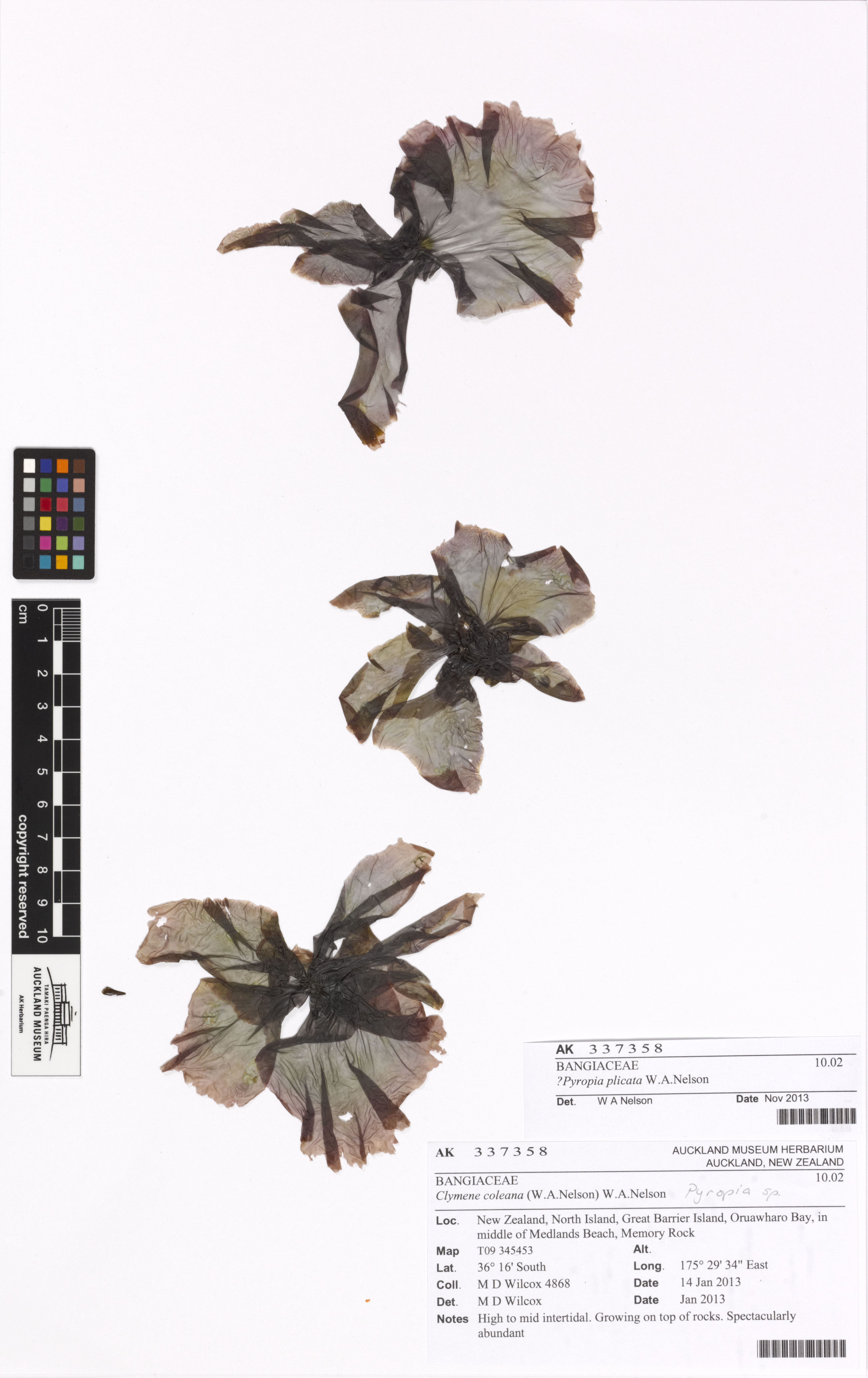
Pyropia plicata, Herbarbogen

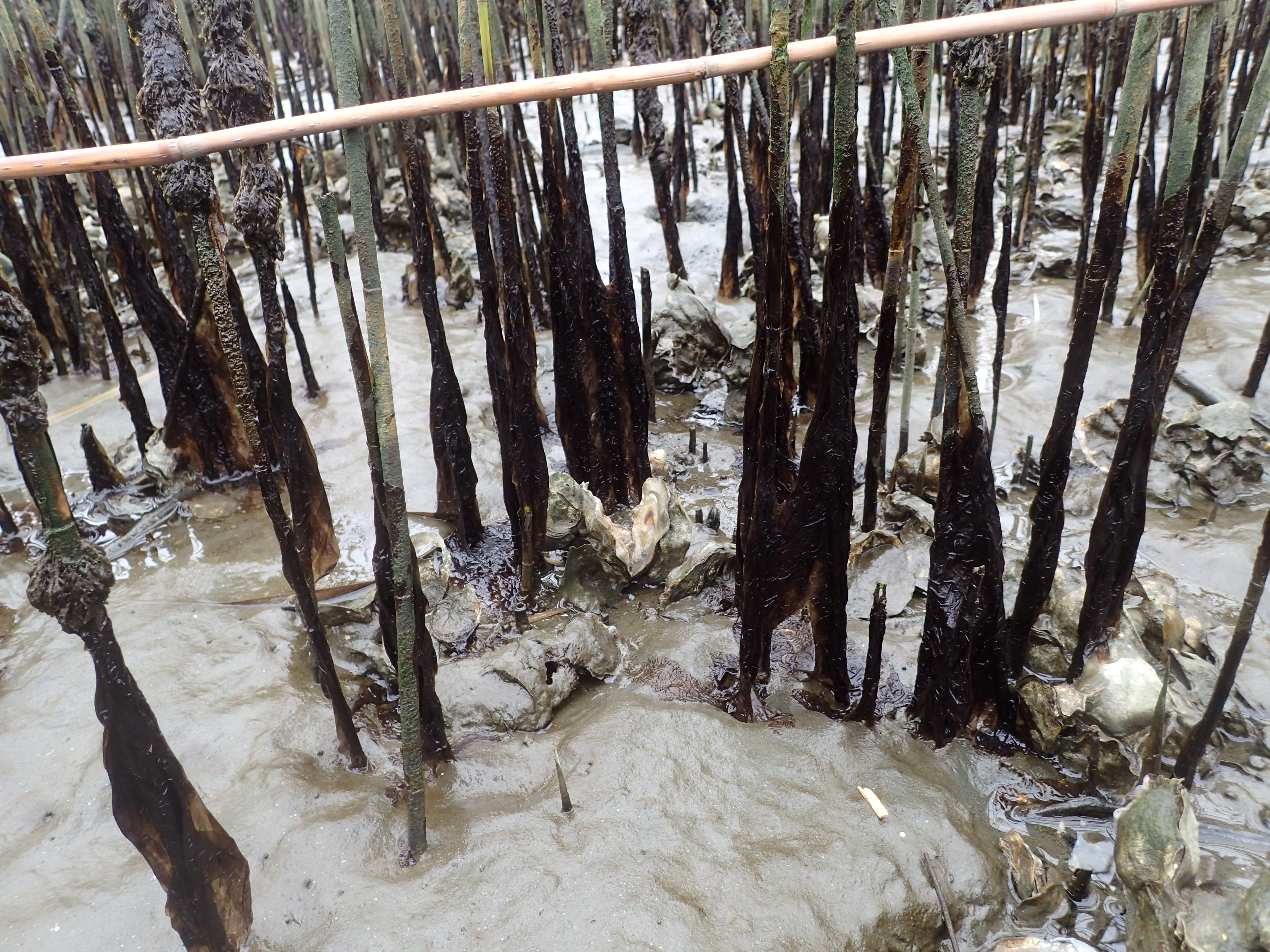
Kultivierung von Pyropia tenera in Japan

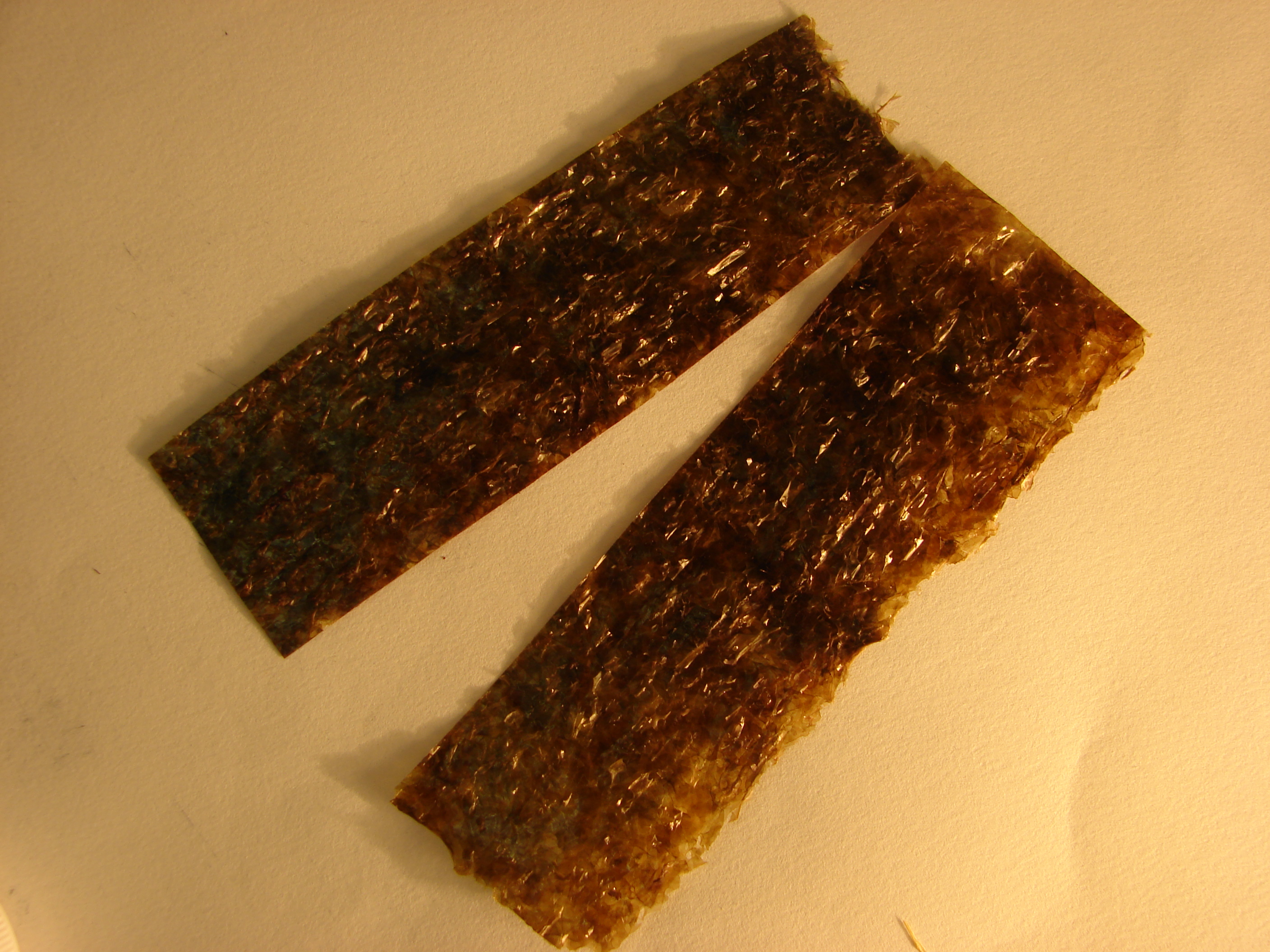
Nori aus Pyropia tenera

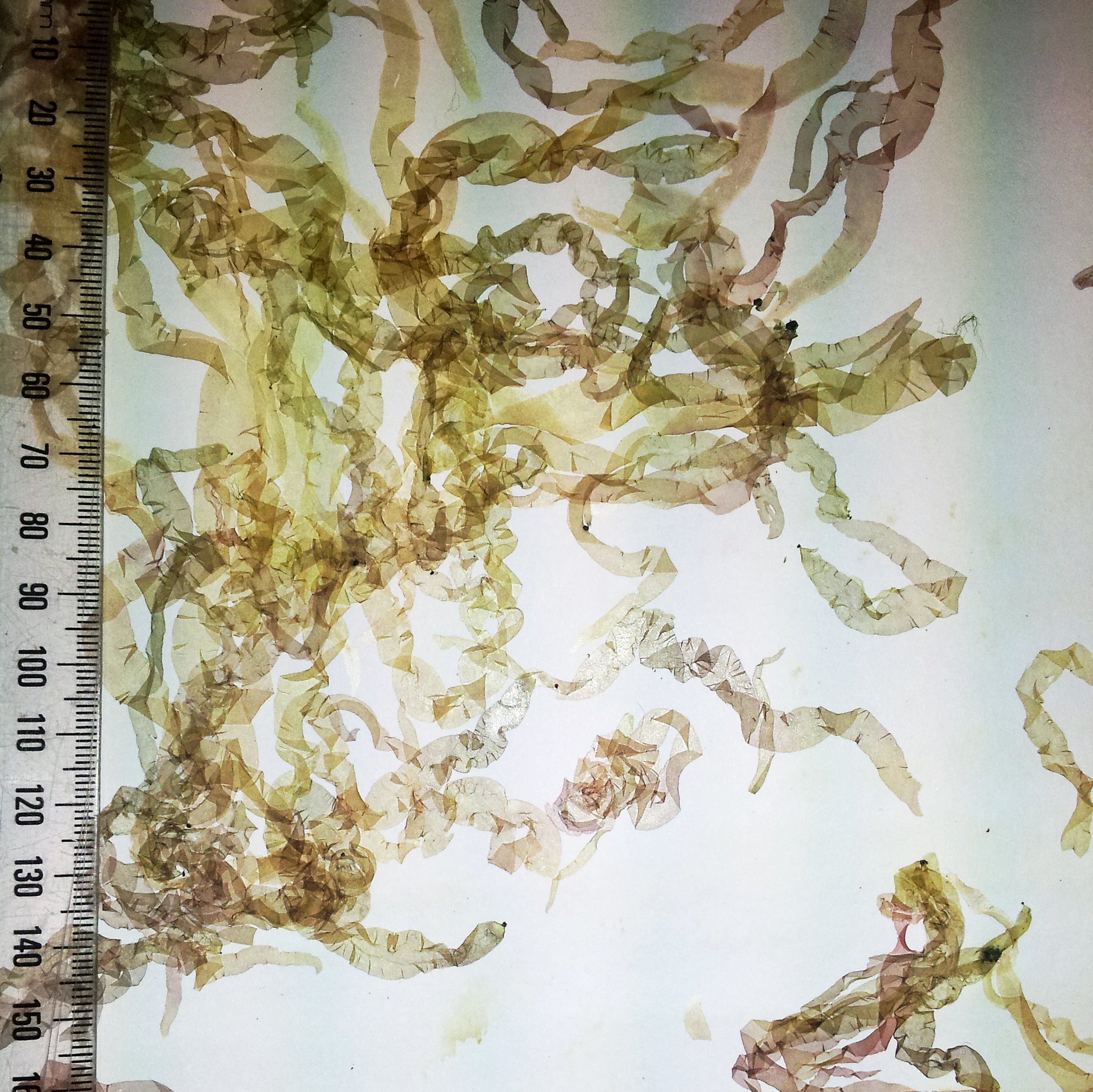
Pyropia viridentata

Die wissenschaftliche Erstbeschreibung von Pyropia erfolgte 1899 durch Jacob Georg Agardh. Die Typusart Pyropia californica ist heute in Pyropia nereocystis enthalten. Die Gattung galt lange als ein Synonym von Porphyra (Purpurtange). Diese artenreiche Gattung erwies sich bei molekularbiologischen Untersuchungen  als polyphyletisch. Daher wurden zahlreiche bisherige Porphyra-Arten 2011 zu Pyropia ausgegliedert.
Die Gattung Pyropia umfasst nach AlgaeBase etwa 70 Arten (August 2018).
- Pyropia abbottiae
- Pyropia acanthophora
- Pyropia aeodis
- Pyropia bajacaliforniensis
- Pyropia brumalis
- Pyropia cinnamomea
- Pyropia collinsii
- Pyropia columbiensis
- Pyropia columbina
- Pyropia conwayae
- Pyropia crassa
- Pyropia dentata
- Pyropia denticulata
- Pyropia drachii
- Pyropia elongata
- Pyropia endiviifolia
- Pyropia fallax
- Pyropia francisii
- Pyropia fucicola
- Pyropia gardneri
- Pyropia haitanensis
- Pyropia hiberna
- Pyropia hollenbergii
- Pyropia ishigecola
- Pyropia kanakaensis
- Pyropia katadae
- Pyropia kinositae
- Pyropia koreana
- Pyropia kuniedae
- Pyropia kurogii
- Pyropia lacerata
- Pyropia lanceolata
- Pyropia leucosticta
- Pyropia montereyensis
- Pyropia moriensis
- Pyropia nereocystis
- Pyropia nitida
- Pyropia njordii
- Pyropia novae-angliae
- Pyropia olivii
- Pyropia onoi
- Pyropia orbicularis
- Pyropia parva
- Pyropia peggicovensis
- Pyropia pendula
- Pyropia perforata
- Pyropia plicata: in Neuseeland, dort früher irrtümlich als Pyropia columbina bezeichnet.
- Pyropia protolanceolata
- Pyropia pseudolanceolata
- Pyropia pseudolinearis
- Pyropia pulchella
- Pyropia pulchra
- Pyropia rakiura
- Pyropia raulaguilarii
- Pyropia retorta
- Pyropia saldanhae
- Pyropia seriata
- Pyropia spathulata
- Pyropia spiralis
- Pyropia stamfordensis
- Pyropia suborbiculata
- Pyropia taeniata
- Pyropia tanegashimensis
- Pyropia tenera
- Pyropia tenuipedalis
- Pyropia thulaea
- Pyropia thuretii
- Pyropia torta
- Pyropia unabbottiae
- Pyropia vietnamensis
- Pyropia virididentata
- Pyropia yezoensis

## Nutzung

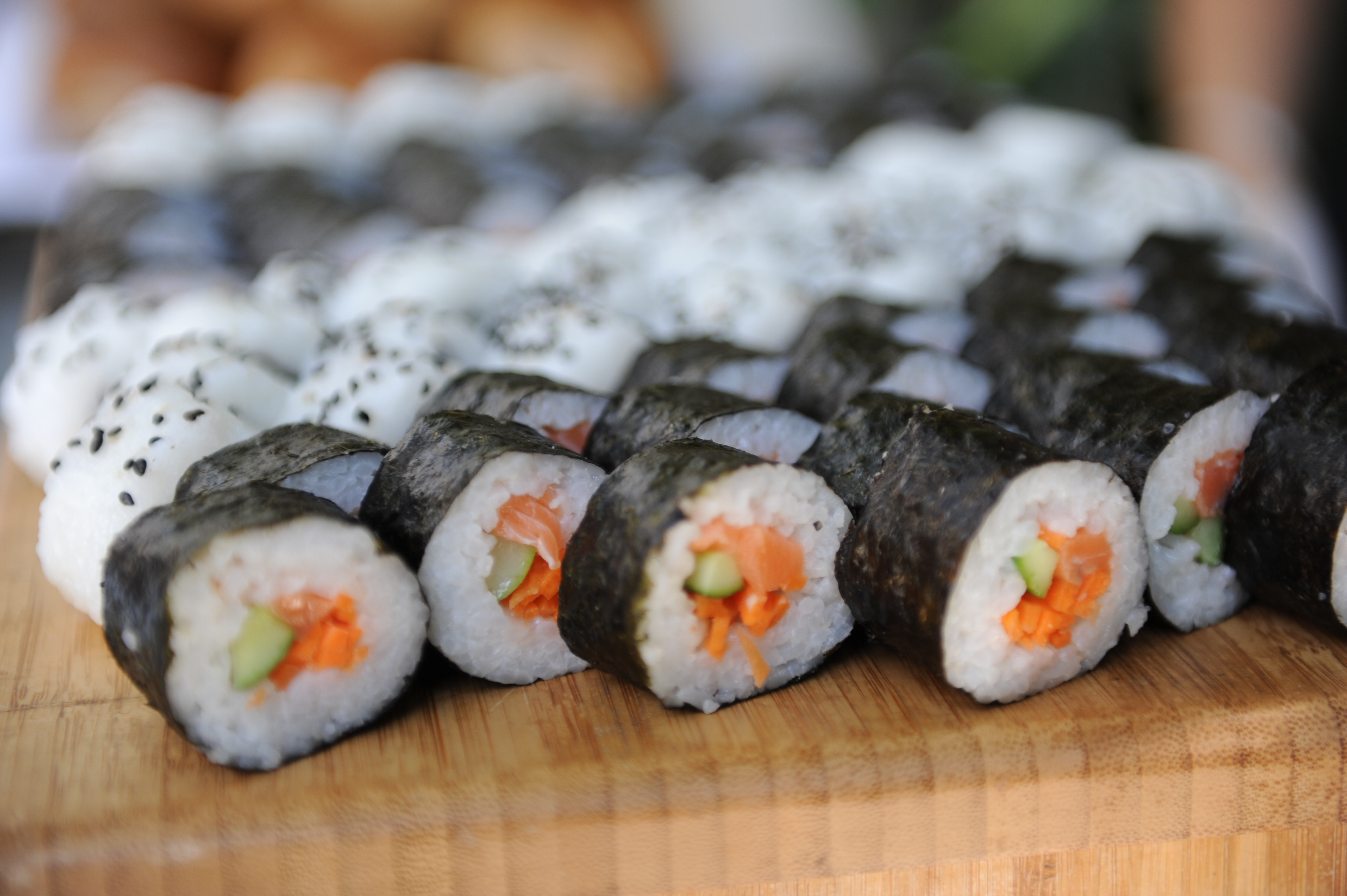
Mit Nori umwickeltes Sushi

Zahlreiche Arten von Pyropia werden als Lebensmittel genutzt. An den Küsten wird meist eine Mischung mehrerer Pyropia- und Porphyra-Arten geerntet. In Japan sind sie als „Nori“ bekannt, dort werden insbesondere Pyropia yezoensis und Pyropia tenera in großem Umfang industriell kultiviert. In China werden „Zicai“ und „Haidai“, in Korea „Gim/Kim“ verzehrt. Pyropia columbina wird in Chile als „Luche“ und Pyropia plicata in Neuseeland als „Karengo“ bezeichnet.